# Tito Conti

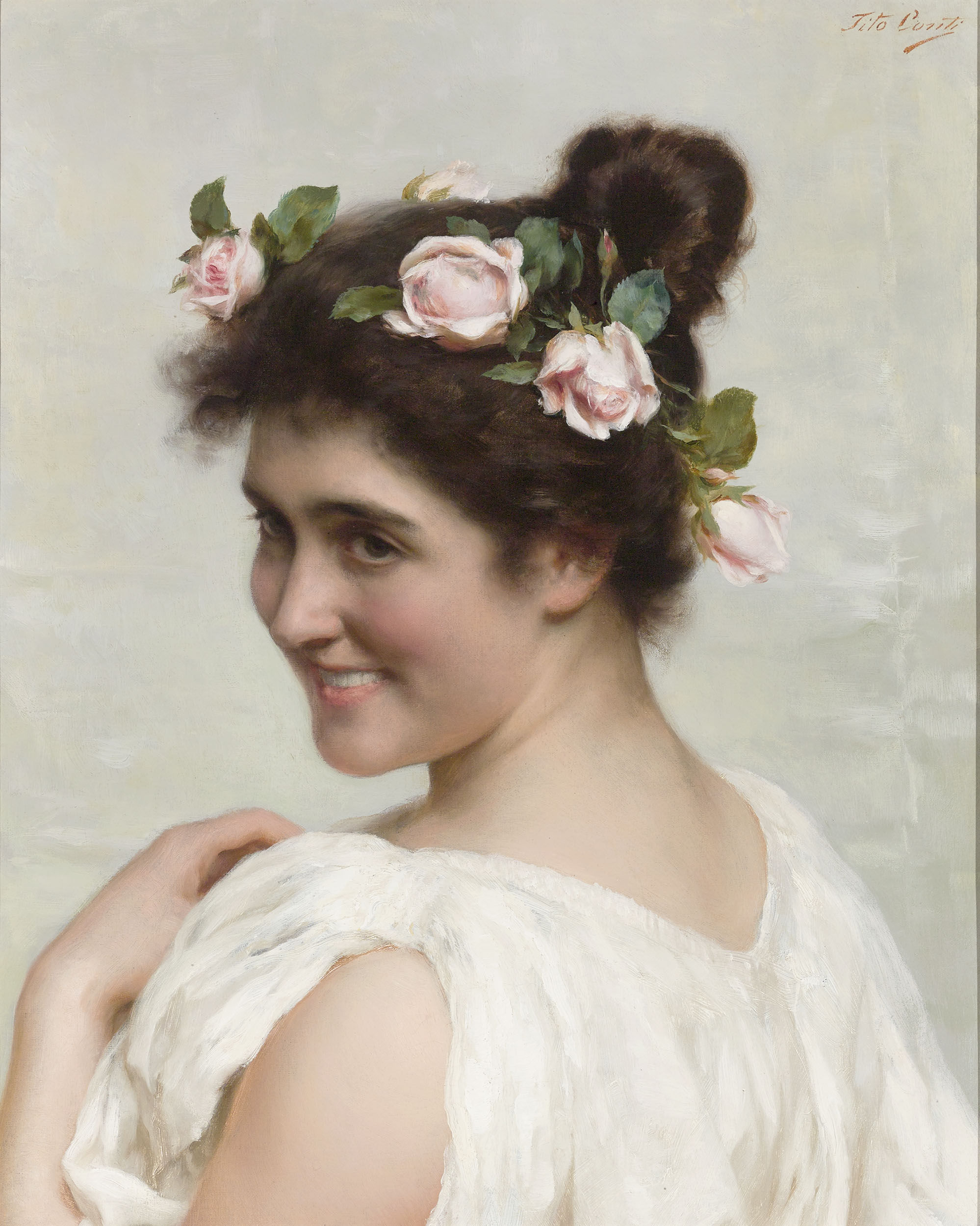
Una bellezza italiana di Tito Conti, circa 1880

Tito Conti (Firenze, 1842 – 1924) è stato un pittore italiano, principalmente di costumi di genere o soggetti storici.

## Biografia
Studiò presso l'Accademia di belle arti di Firenze, dove fu anche docente. Tra i suoi allievi ci fu Arturo Ricci.
Tra le sue opere si ricordano: La Presentazione; Il quarto d'ora di Rabelais; La musica (1876); Il brindisi alla bettoliera; L'addio; Ritratto di sua moglie; Il sospetto; Il Cantastorie; Il Moschettiere e Per la passeggiata (1886, Firenze). Restaurò i volti delle figure della Madonna di Casale, un dipinto della prima metà del XIII secolo e conservato nella Galleria degli Uffizi a Firenze.
Il collezionista d'arte contemporanea americano James Jackson Jarves ha accostato tematicamente Conti a Francesco Vinea ed Edoardo Gelli, descrivendolo rispetto agli altri due come dotato di "maggiore raffinatezza e maggiore cultura artistica". Mentre da una parte ha elogiato la sua "pittura di sfondi arazzi, mobili decorati e dettagli elaborati", ha denigrato al contempo anche la tematica, dicendo: "Dipinge troppo bene per il suo soggetto. Se la sua facoltà creativa fosse pari alla sua esecuzione, sarebbe il primo pittore del suo tempo".